# Thiès Nord
Thiès Nord ist einer der drei Stadtbezirke (Communes) der Großstadt Ville de Thiès in der Region Thiès, gelegen im zentralen Westen Senegals.

## Geografie
Thiès Nord nimmt das Zentrum und den Norden der Stadt ein. Der Stadtbezirk hat eine Fläche von 19,10 km². und ist fast vollständig bebaut. Er ist zugleich der flächenmäßig größte Stadtbezirk.

## Geschichte
Im Jahr 2008 wurde Thiès ähnlich der kommunalen Gliederung der Hauptstadt Dakar als Großstadt Ville de Thiès in die drei communes d’arrondissement Thiès Nord, Thiès Est und Thiès Ouest zergliedert. Thiès Nord war dem Arrondissement de Thiès Nord unterstellt und dieses wiederum war mit Thiès Nord deckungsgleich. Im Jahr 2014 erhielten die drei Stadtbezirke von Thiès, wie in Senegal alle communes d'arrondissement, den landesweit einheitlichen Status einer Gemeinde (commune).

## Bevölkerung
Die letzten Volkszählungen ergaben für den Stadtbezirk jeweils folgende Einwohnerzahlen:
| Jahr | Einwohner |
| ---- | --------- |
| 2002 | –         |
| 2013 | 104.095   |
| 2023 | 136.138   |

## Infrastruktur und Verkehr
Im Stadtzentrum, das zu Thiès Nord gehört, beginnt die Nationalstraße N 2 als Abzweig von der N 1 und durchquert den Stadtbezirk auf dem Weg nach Norden. Auch die Gleisanlagen der Bahnstrecke Dakar–Niger mit dem Bahnhof Gare de Thiès und den Reparaturwerkstätten liegen im Bezirk Thiès Nord.